# 月 (みんなのうた)
月（つき）は、日本の歌。作詞・作曲:倉本美津留（美津留名義）。

## 概要
2006年10月から、NHKの歌番組「みんなのうた」で放送。
この曲はタレントのYOUと、放送作家の倉本美津留が結成したグループ「YOUに美津留」が歌っている。制作には東京スカパラダイスオーケストラ、Dragon AshのATSUSHI、佐橋佳幸などが参加。アニメーションは、タナカカツキが担当した。
歌詞の大部分が、「♪新しい朝　朝らしい朝」や、「♪次々と月　その次の月」の繰り返しにより構成されている。また、途中では、出逢うべくしての出逢いや、その二人について少し歌われている。

## 商品化
2006年10月18日にポニーキャニオンより発売（PCBP-51854)。

### Disc 1 (DVD)
「月」 歌詞あり／歌詞なし／レコーディングドキュメント※／プロモーションビデオ※ (※＝特典映像)

### Disc 2 （CD)
「月」 フルサイズ／ショートサイズ／フルサイズ(Instrumental)／ショートサイズ(Instrumental)